# Drew Timme
Andrew Matthew Timme (Richardson, 9 de setembro de 2000) é um jogador de basquete profissional norte-americano que atua no Brooklyn Nets da National Basketball Association (NBA).
Ele jogou basquete universitário pela Universidade Gonzaga, foi eleito duas vezes o Jogador do Ano da WCC e encerrou sua carreira como o maior pontuador da história.

## Primeiros anos
Timme cresceu no subúrbio norte de Dallas, em Richardson, Texas, e frequentou a J. J. Pearce High School. Em sua terceira temporada, teve médias de 27,7 pontos, 17,9 rebotes e 4,3 assistências, sendo nomeado o Jogador Mais Valioso do Distrito e incluído na Segunda-Equipe do Estado pelo USA Today. Era considerado um recruta de elite, estando entre os 50 melhores da classe de 2019 nos principais serviços de recrutamento. Comprometeu-se com a Universidade Gonzaga em novembro do último ano do ensino médio, após considerar ofertas de Texas A&M, Texas, Michigan State, Illinois, Arizona e Alabama.

## Carreira universitária
Em sua temporada de calouro, Timme foi principalmente um reserva importante para os Bulldogs, ocasionalmente como titular. Ele foi nomeado para o Time de Calouros da WCC. Em 8 de fevereiro de 2020, marcou 20 pontos, recorde pessoal na época, em uma vitória por 90–60 sobre Saint Mary's. Ele também foi o cestinha da equipe com 17 pontos na final do Torneio da WCC de 2020 contra o mesmo time. Fechou o ano com médias de 9,8 pontos e 5,4 rebotes, com 61,8% de aproveitamento nos arremessos, o melhor da equipe.
Em seu segundo ano, em 27 de novembro de 2020, marcou 28 pontos e pegou 10 rebotes em uma vitória por 90–67 sobre Auburn. Terminou a temporada com médias de 19,0 pontos, 7,0 rebotes e 2,3 assistências, ajudando Gonzaga a chegar à final nacional. Ele também recebeu o Prêmio Karl Malone, foi nomeado para a Primeira-Equipe da WCC e selecionado por consenso para o segundo time All-America.
Em 13 de novembro de 2021, registrou 37 pontos, novo recorde pessoal, com sete rebotes e três assistências em vitória sobre Texas. Na temporada, teve médias de 18,4 pontos, 6,8 rebotes e 2,8 assistências em 32 jogos. Ao final da temporada regular, foi eleito Jogador do Ano da WCC e repetiu a seleção para o segundo time All-American por consenso. Após o fim da temporada, declarou-se para o Draft da NBA de 2022, mas optou por retornar a Gonzaga para seu último ano.
Em sua última temporada universitária, entrou como All-American unânime na pré-temporada. Em 21 de janeiro de 2023, bateu novo recorde pessoal com 38 pontos em vitória sobre Pacific. Em 3 de fevereiro, superou os 2.000 pontos na carreira com 15 pontos em vitória sobre Santa Clara. Foi eleito Co-Jogador do Ano da WCC, dividindo o prêmio com Brandin Podziemski. Tornou-se o primeiro a vencer o prêmio em temporadas consecutivas desde Blake Stepp, em 2003 e 2004. Também foi nomeado para a Primeira-Equipe All-American por consenso. Em 7 de março, superou o recorde histórico de pontos de Frank Burgess (2.196 pontos em 1961) ao marcar 18 pontos na final do Torneio da WCC contra Saint Mary's, e foi nomeado o Melhor Jogador do Torneio.
Finalizou a temporada com médias de 21,2 pontos, 7,5 rebotes e 3,2 assistências, todas as melhores marcas da carreira. Ao fim do ano, anunciou publicamente que não retornaria para mais uma temporada universitária, mesmo tendo direito a uma elegibilidade adicional concedida pela NCAA devido à pandemia da COVID-19. Concluiu sua carreira universitária com 2.307 pontos, 896 rebotes (quarto na história de Gonzaga) e 115 tocos (oitavo). Marcou 301 pontos em 13 jogos do Torneio da NCAA, a sexta maior marca da história do torneio.

## Carreira profissional
Após não ser selecionado no Draft da NBA de 2023, Timme se juntou ao Milwaukee Bucks para a Summer League e assinou com a equipe em 2 de outubro de 2023. Foi dispensado em 18 de outubro e, doze dias depois, assinou com o Wisconsin Herd da G-League, onde teve médias de 9,0 pontos, 6,3 rebotes e 1,7 assistências em 12 jogos, até sofrer uma fratura no pé esquerdo e passar por cirurgia em 1º de fevereiro de 2024.
Em 18 de outubro de 2024, Timme assinou com o Sacramento Kings, mas foi dispensado no mesmo dia. Em 27 de outubro, foi incorporado ao elenco do Stockton Kings da G-League.
No dia 30 de dezembro de 2024, foi trocado para o Long Island Nets. Em 29 jogos pela equipe, teve médias impressionantes de 23,9 pontos, 10,3 rebotes e 4,1 assistências.
Em 28 de março de 2025, assinou contrato de 2 anos e US$2 milhões com o Brooklyn Nets. Estreou na liga no dia seguinte, com um duplo-duplo de 11 pontos e 10 rebotes em derrota para o Los Angeles Clippers por 132–100.

## Estatísticas da carreira

### NBA

#### Temporada regular
| Ano     | Equipe        | PJ | PT | MPJ  | AP   | 3P   | LL   | RT  | AS  | BR  | TO  | PPJ  |
| ------- | ------------- | -- | -- | ---- | ---- | ---- | ---- | --- | --- | --- | --- | ---- |
| 2024–25 | Brooklyn Nets | 9  | 2  | 28.2 | .441 | .257 | .625 | 7.2 | 2.2 | 0.4 | 0.1 | 12.1 |

### Universitário
| Ano      | Equipe   | PJ  | PT  | MPJ  | AP   | 3P   | LL   | RT  | AS  | BR | TO | PPJ  |
| -------- | -------- | --- | --- | ---- | ---- | ---- | ---- | --- | --- | -- | -- | ---- |
| 2019–20  | Gonzaga  | 33  | 4   | 20.5 | .619 | .000 | .611 | 5.4 | 1.3 | .4 | .6 | 9.8  |
| 2020–21  | Gonzaga  | 32  | 32  | 28.2 | .652 | .280 | .697 | 7.0 | 2.3 | .7 | .7 | 19.0 |
| 2021–22  | Gonzaga  | 32  | 32  | 28.0 | .584 | .286 | .689 | 6.8 | 2.8 | .3 | .8 | 18.4 |
| 2022–23  | Gonzaga  | 37  | 37  | 31.5 | .616 | .167 | .637 | 7.5 | 3.2 | .6 | .6 | 21.2 |
| Carreira | Carreira | 134 | 105 | 27.0 | .617 | .183 | .658 | 6.6 | 2.4 | .5 | .6 | 17.1 |

## Vida pessoal
O pai de Timme, Matt Timme, jogou basquete universitário por Universidade Metodista Meridional (SMU) e teve uma breve carreira profissional na Europa. Sua mãe, Megan, jogou tênis pela Stephen F. Austin State University.

## Links externos
- Biografia dos Gonzaga Bulldogs
- Media relacionados com Drew Timme no Wikimedia Commons